# Mario Korbel

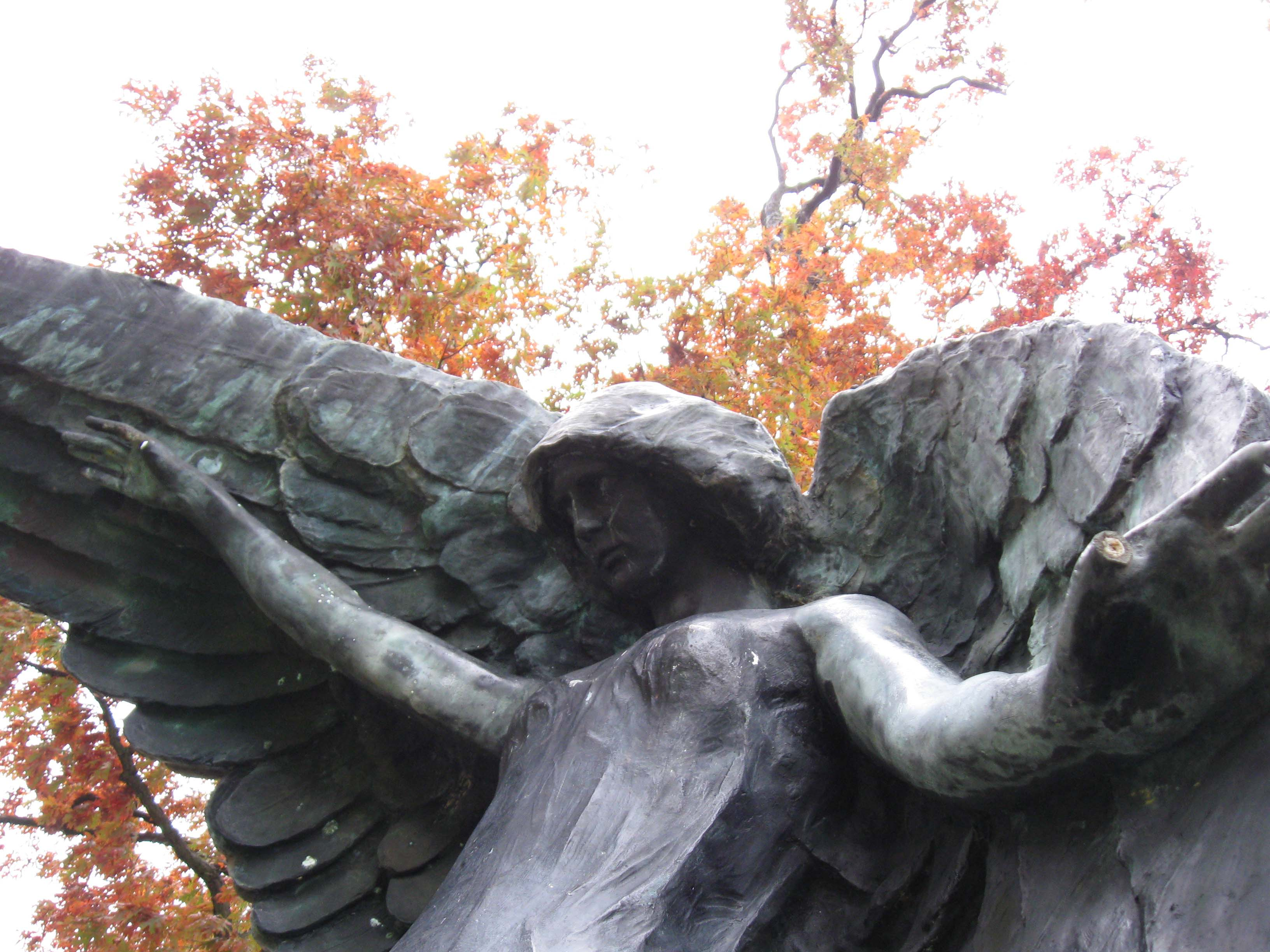
Statue Black Angel (1913) auf dem Oakland-Friedhof in Iowa City

Mario Josef Korbel  (auch Mario Joseph Korbel beziehungsweise Josef Mario Korbel; * 22. März 1882 in Osík, Österreich-Ungarn, heute Tschechische Republik; † 31. März 1954 in New York) war ein tschechischer Bildhauer und Medailleur.

## Leben und Wirken
Mit 17 Jahren ging Mario Korbel ohne finanzielle Mittel zum Studium nach Prag. Im Jahr 1900 ging er in die USA, kehrte aber 1905 nach Europa zurück, um seine Studien in Berlin, München und Paris abzuschließen. 1913 siedelte er nach New York über.
Zwischenzeitlich lebte Korbel für einige Jahre auf Kuba, wo er 1919 die Statue der Alma Mater vor der Universität von Havanna schuf. In seiner kubanischen Zeit fertigte er auch eine Medaille mit dem Porträt des dritten kubanischen Präsidenten Mario García Menocal. Des Weiteren schuf er einen Brunnen für den Garten des Präsidentenpalastes (heutiges Revolutionsmuseum) in Havanna.

## Auszeichnungen
1944 wurde Mario Korbel in New York zum Mitglied (NA) der National Academy of Design gewählt.

## Schriften
- Statue Black Angel (1913) auf dem Oakland-Friedhof in Iowa City.
- Statue der Alma Mater (1919) vor dem Eingang der Universität von Havanna.
- Bronzemedaille mit dem Porträt des dritten kubanischen Präsidenten Mario García Menocal.
- 1939 Bronzemedaille zur Besetzung von Böhmen und Mähren durch Nazi-Deutschland.[5]
- Brunnen im Garten des ehemaligen Präsidentenpalastes (heutiges Revolutionsmuseum) in Havanna